# Daran Norris
Daran Norris, nome d'arte di Daran Morrison Nordland ma anche conosciuto come Jack Hammer, James Penrod, Justin Shyder, Bob Thomas e Rob Thomas (Ferndale, 1º novembre 1964), è un attore e doppiatore statunitense.

## Carriera
Ha lavorato su oltre 80 film, videogiochi e programmi televisivi. Ha partecipato nel ruolo fisso del difensore pubblico Cliff McCormack nella serie televisiva Veronica Mars e nel film omonimo e nella serie per ragazzi Ned - Scuola di sopravvivenza nel ruolo del bidello Gordy. Tra i suoi lavori come doppiatore bisogna ricordare quello nella serie animata Due fantagenitori, in cui doppia Cosmo e il padre di Timmy. È sposato dal 1988 con Mary Elizabeth McGlynn. Infine nei film "Devi crescere Timmy Turner", Un fantanatale" e "Un fantaparadiso" dove ha interpretato il padre di Timmy. Ha anche partecipato come ruolo fisso in "Big Time Rush" facendo l'inserviente al Palmwoods. Daran è apparso diversi anni dopo come cameo in una puntata di 100 cose da fare prima del liceo, interpretando il bidello della scuola proprio come nella storica serie di Ned.

## Filmografia

### Cinema
- Il mio papà invisibile (Invisible Dad), regia di Fred Olen Ray (1997)
- Inviati speciali, regia di Fred Olen Ray (2000)
- In the Bedroom, regia di Todd Field (2001)
- Il gatto... e il cappello matto (The Cat in The Hat), regia di Bo Welch (2003)
- Il mio ragazzo è un bastardo (John Tucker Must Die), regia di Betty Thomas (2006)
- Veronica Mars - Il film (Veronica Mars), regia di Rob Thomas (2014)

### Televisione
- Becker - serie TV, episodio 1x09 (1999)
- Ned - Scuola di sopravvivenza (Ned's Declassified School Survival Guide), serie TV (2004-2007)
- Ben 10 - Corsa contro il tempo (Ben 10: Race Against Time), regia di Alex Winter (2007)
- Big Time Rush, serie TV (2009-2013)
- Un fantafilm - Devi crescere, Timmy Turner! (A Fairly Odd Movie: Grow Up, Timmy Turner!), regia di Butch Hartman (2011) - film TV
- Un Fanta Natale (A Fairly Odd Christmas), regia di Butch Hartman (2012) - film TV
- Il FantaParadiso (A Fairly Odd Summer), regia di Butch Hartman (2013) - film TV
- iZombie, serie TV (2015-2019)

### Doppiatore
- Dinosauri (Dinosaur), regia di Ralph Zondag e Eric Leighton (2000)
- Nome in codice: Kommando Nuovi Diavoli (Codename: Kids Next Door), serie animata (2002-2008)
- Due fantagenitori (The Fairly Oddparents), serie animata (2002-2017)
- Team America: World Police, regia di Trey Parker (2004)
- The Replacements - Agenzia sostituzioni (The Replacements), serie animata (2006)
- Bolt - Un eroe a quattro zampe (Bolt), regia di Chris Williams e Byron Howard (2008)
- Fuga dal pianeta Terra (Escape from Planet Earth), regia di Cal Brunker (2013)
- Scooby-Doo! e il mostro marino (Scooby-Doo! and the Beach Beastie), regia di Victor Cook (2015) - film Direct-to-video
- Wonder Park, regia di Dylan Brown (2019)
- Phineas e Ferb: Il film - Candace contro l'Universo (Phineas and Ferb the Movie), regia di Bob Bowen (2020)
- The Fairly Oddparents: A New Wish, serie animata (2024)

## Doppiatori italiani
Nelle versioni in italiano delle opere in cui ha recitato, Daran Norris è stato doppiato da:
- Valerio Sacco in Veronica Mars[1], Veronica Mars - Il film[2]
- Alessandro Ballico in Big Time Rush
- Sergio Di Giulio ne Un fantafilm - Devi crescere Timmy Turner!
- Alberto Bognanni in Desperate Housewives
- Claudio Colombo in Ned - Scuola di sopravvivenza
- Giorgio Locuratolo in iZombie

Da doppiatore è sostituito da:
- Luigi Ferraro in Due Fantagenitori, Un fantafilm - Devi crescere Timmy Turner! (Cosmo)
- Matteo Zanotti in Ned - Scuola di sopravvivenza (come doppiatore di Cosmo)
- Sergio Di Giulio in Due Fantagenitori (papà di Timmy)
- Maurizio Reti in Due Fantagenitori (papà di Timmy, ep. 10x06-20)
- Angelo Nicotra in Team America: World Police
- Fabrizio Pucci in The Replacements - Agenzia sostituzioni
- Sacha De Toni in Bolt - Un eroe a quattro zampe
- Emiliano Reggente in Due fantagenitori - Ancora più fanta